# Aroa asthenes
Aroa asthenes är en fjärilsart som beskrevs av Collenette 1938. Aroa asthenes ingår i släktet Aroa och familjen tofsspinnare. Inga underarter finns listade i Catalogue of Life.